# Sügéralakúak
A sügéralakúak (Perciformes) a sugarasúszójú halak (Actinopterygii) osztályába tartozó rend.
A ma élő csontos halak között a sügéralakúak rendje a legnagyobb fajszámú és morfológiai (alaktani) szempontból legnagyobb változatosságot mutató csoport: a halak kb. 40%-a tartozik közéjük, ez a gerincesek legnagyobb rendje, több mint 7000 faj alkotja.
Számos levezetettnek (apomorf) tekintett anatómiai sajátosságuk van. A fajok többsége tengeri. A rend ősi formái a karbon időszak óta ismeretesek. Testüket zömmel ktenoid (fésűs) pikkelyek borítják, úszóhólyagjuk zárt. Hátúszójukon tüskés úszósugarak sora áll, ilyen tüskés sugarak figyelhetők meg a farokalatti úszó elején is.

## Rendszerezés
A Perciformes rend az alábbi alrendekre van felosztva:
- Acanthuroidei
- Anabantoidei
- Blennioidei
- Callionymoidei
- Caproidei
  - Caproidae
    - Antigonia
    - Capros
- Channoidei
  - Channidae
    - Channa
    - Parachanna
- Elassomatoidei
- Gobiesocoidei
- Gobioidei
- Icosteoidei
  - Icosteidae
    - Icosteus
- Kurtoidei
- Labroidei
- Notothenioidei
- sügéralkatúak (Percoidei)
- Pholidichthyoidei
  - Pholidichthyidae
    - Pholidichthys
- Scombroidei
- Scombrolabracoidei
  - Scombrolabracidae
    - Scombrolabrax
- Stromateoidei
- Trachinoidei
- Zoarcoidei